# Aciachne
Aciachne – rodzaj roślin z rodziny wiechlinowatych (Poaceae). Obejmuje 3 gatunki występujące w Andach od Kostaryki po północną Argentynę.

## Systematyka
Pozycja według APweb (aktualizowany system APG III z 2009)
Rodzaj z plemienia Stipeae i podrodziny wiechlinowych (Pooideae) z rodziny wiechlinowatych (Poaceae) w obrębie jednoliściennych.
Wykaz gatunków
- Aciachne acicularis Laegaard
- Aciachne flagellifera Laegaard
- Aciachne pulvinata Benth.